# Aichtal
Aichtal – miasto w Niemczech, w kraju związkowym Badenia-Wirtembergia, w rejencji Stuttgart, w regionie Stuttgart, w powiecie Esslingen. Leży częściowo w Schönbuch, nad rzekami Aich i Schaich, ok. 12 km na południowy zachód od Esslingen am Neckar i ok. 18 km na południe od centrum Stuttgartu, przy drogach krajowych B27 i B312.